# گروه میدیا
 گروه میدیا (به چینی: 美的集团) یک شرکت چینی است که در زمینه طراحی، توسعهٔ فناوری و تولید لوازم الکترونیکی مصرفی و ربات‌های صنعتی فعالیت می‌کند و در بیجیائو واقع در شاندی، فوشان در استان گوانگ‌دونگ واقع‌شده و در فهرست بورس اوراق بهادار شنژن قرار دارد. از سال ۲۰۱۸، این شرکت حدود ۱۳۵٬۰۰۰ نفر در چین و خارج از کشور با ۲۰۰ شرکت تابعه و بیش از ۶۰ شعبه خارج از کشور کار می‌کند. این شرکت در فهرست فورچون جهانی ۵۰۰ در ژوئن ۲۰۱۶ ذکر شده‌است. گروه میدیا بزرگترین تولیدکننده ربات صنعتی و لوازم‌خانگی در جهان است.